# 莱苏博
莱苏博（法語：Les Oubeaux，法語發音：[le.z‿ubo] ⓘ）是法国卡尔瓦多斯省的一个旧市镇，属于巴约区。2017年，莱苏博与市镇滨海伊西尼、卡斯蒂伊、讷伊拉福雷和武伊合并为新的滨海伊西尼。

## 地理
莱苏博（49°17'11"N, 1°4'2"W）面积4.27 平方千米，位于法国诺曼底大区卡爾瓦多斯省，该省份为法国西北部沿海省份，北濒大西洋英吉利海峡，东北与滨海塞纳省以海上边界相接，东临厄尔省，南至奧恩省，西与芒什省接壤。
与莱苏博接壤的市镇（或旧市镇、城区）包括：卡斯蒂伊、讷伊拉福雷、武伊。

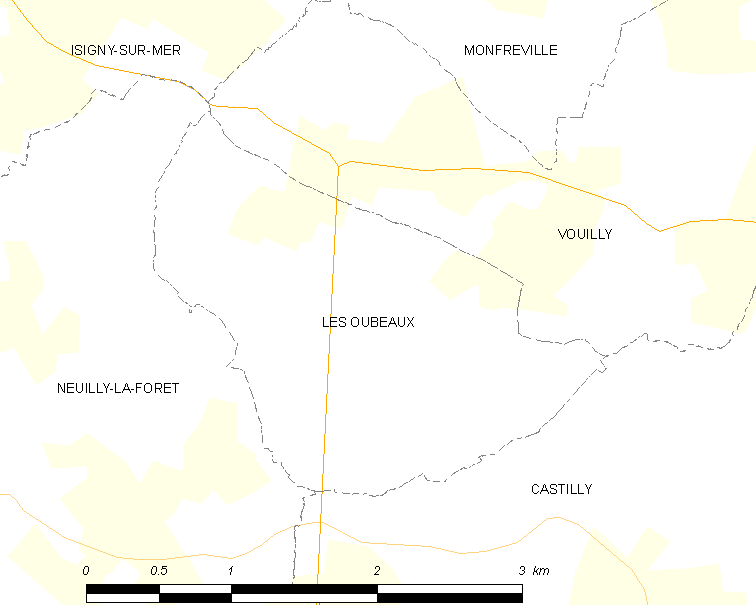
莱苏博的OSM定位图

莱苏博的时区为UTC+01:00、UTC+02:00（夏令时）。

## 行政
莱苏博的邮政编码为14230，INSEE市镇编码为14481。

## 政治
莱苏博所属的省级选区为特雷维耶尔县。

## 人口

1962-2008年间莱苏博人口变化图示

莱苏博于2018年1月1日时的人口数量为209人。